# Philippe Ribaudeau
Philippe Ribaudeau (né le 13 octobre 1961) est un musicien français spécialisé en flûte, harmonica, saxophone et d'autres instruments. 
C'est il y a 15 ans qu'il a débuté dans le groupe Blankass, après avoir été quelque temps professeur de musique en Touraine dans les écoles primaires (Saint-Branchs).
Il est également spécialiste des vélos anciens.
Il a eu trois enfants, Chloé, Julie et Timéo avec sa compagne Christine.